# دار العلم للملايين

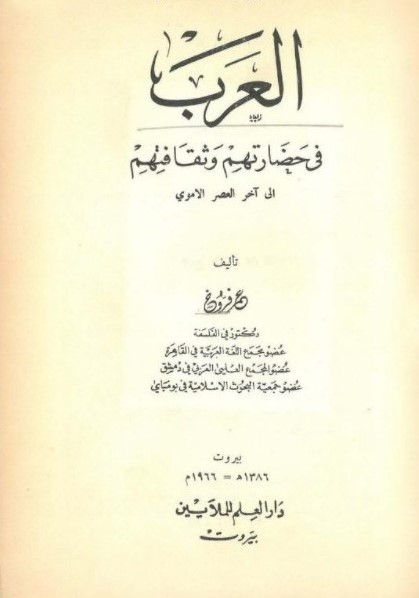
غِلاف كتاب «العرب في حضارتهم وثقافتهم إلى آخر العصر الأموي»، من دار العلم للملايين.

دار العلم للملايين هي دار نشر خاصّة تأسست سنة 1945م، تعتبر من أوائل دور النشر التي تأسّست في الوطن العربي،
يقع مركزها الرئيس في بيروت، لبنان، أسّسها الأستاذ منير البعلبكي والأستاذ بهيج عثمان.
تمتلك دار العلم للملايين مطابعها الخاصّة وعدد كبير من الموظّفين وتصدر أكثر من أربعة ملايين
كتاب سنويًّا في العديد من المواضيع لاسيّما المواد التربويّة، كما تشتهر بإنتاج الوسائط الفكريّة
الإلكترونيّة باللغة العربيّة بالإضافة إلى دورها المهم في محاربة القرصنة الفكريّة.
ولقد أسّست الدار سنة 1993م مؤسسة شقيقة لاستيراد الكتب الإنجليزيّة
وتوزيعها، وهذه الكتب موجّهة للطلاب من صفوف رياض الأطفال وحتّى البكلوريا.
وسنة 1998م أصبحت دار العلم للملايين تملك حصصاً وأسهماً رئيسة
في سلسلة من المكتبات التجاريًة في عدد كبير من مدن الوطن العربي.
لها العديد من الكتب في مجالات مختلفة منها: المعاجم، ودوائر المعارف (الموسوعات)، وكتب الطبخ،
وإدارة الأعمال، والمؤلّفات اللغويّة، والكتب الدراسيّة، والأدبيّة، والكتب الطبيّة،
والفلسفيّة والدينيّة، وكتب الأطفال وغيرها.
ماتزال رسالة دار العلم ومنذ تاسيسها العمل على الارتقاء بالكتاب العربي من جميع الجوانب.

## إنجازات دار العلم للملايين في عالم النشر العربي
سنة 2011 نشرت دار العلم للملايين حوالي 67 عنواناً جديداً فتجاوز عدد هذه المنشورات الإجمالي 3120 عنواناً.
هناك العديد من الكتب التي صدرت عن دارالعلم للملايين وحققت أرقام مبيعات قياسيّة، ومن بين هذه الكتب: المورد:«قاموس إنكليزيّ- عربيّ» و «المورد: قاموس عربيّ - إنكليزيّ»، ولهذين القاموسين شعبيّة كبيرة. وأيضًا كتاب «ألف باء الطبخ» و«حلويات العالم في بيتك».
ودار العلم للملايين مشارك رئيس وبارز في معارض الكتاب العربيّة والدوليّة، فلقد شاركت الدار سنة 1999 في 72 معرض كتاب في 15 بلداً
ويذكر لها فوزها بجائزة الشارقة كأفضل دار عربية للنشر سنة 2007

## مساهمات دار العلم للملايين في مجال النشر الإلكتروني
لقد بدأ اهتمام دار العلم للملايين منذ سنة 1990 في مجال تكنولوجيات النشر الإلكترونيّ ومنها البرمجيّات الحاسوبيّة، والأقراص المبرمجة CD-ROM، وخدمات الاتّصال.
نشرت دار العلم للملايين قاموس «المورد الاكتروني». وهو أوّل الكتب العربية الإلكترونية صدورًا ولقد لاقى رواجًا كبيرًا. بالإضافة إلى أنّ دار العلم للملايين أوّل دار نشر تتّخذ لها موقعاً على شبكة الإنترنت سنة 1994. وسنة 1998 ساعدت دار العلم للملايين في إنتاج قاموس جيب عربيّ إلكترونيّ بالتعاون مع دار فرانكلين.
وتقوم دار العلم للملايين اليوم ببحوث لإنتاج قارئ عربي (برنامج إلكتروني) ليستعمل في ادخال الكتب العربية على جهاز الكتاب الإلكتروني الذي يمكن أن يحتوي على مئة كتاب أو مئة ألف صفحة على ذلك في جهاز بحجم جيب.
ولقد وقّعت دار العلم للملايين عقودًا عديدة مع دور نشر أوروبيّة وأميركيّة للحصول على حقوق الترجمة، وعملت على نشر ترجمات باللغة العربيّة لعدد كبير من العناوين.
في سنة 2012 أصدرت 4 قواميس من قواميسها المشهورة إلكترونية لتعمل على أجهزة تلفون iPhone و iPad.
كما أصدرت بشكل متميز أربعة قصص للأطفال متحركة بشكل تفاعلي مع موسيقى وصوت لتعمل على أجهزة تلفون iPhone و iPad.و قريبا ستصدر على الأجهزة التي تعمل على نظام android.
أصدرت أيضا كتابها المشهور للطبخ الشرقي بالغة الإنكليزية على أجهزة تلفون iPhone و iPad.

## تاريخ دار العلم للملايين في مجال الكتب المدرسية وأدب الأطفال
بدأ اهتمام دار العلم للملايين بالكتب المدرسية، وكتب الفتيان والفتيات، وكتب الأطفال منذ نشأتها سنة 1945. فأنتجت أول سلسلة للكتب المدرسيّة بالاشتراك مع لجنة من الأساتذة والمربّين العاملين في التعليم. وأسست لذلك لجنة تأليف سمّتها لجنة التأليف المدرسي.
كما أصدرت في العام 1947 عدة كتب مدرسية أخرى منها سلسلة التربية الوطنيّة والأخلاق وسلسلة المصور في التاريخ، وما تزال السلسلتان بعد عدة طبعات معدّلة تدرَّسان في المدارس اللبنانية حتى اليوم.
لدار العلم للملايين مساهمات رائدة في مساعدة طلاب الثانويّة العامّة البكالوريا، وقد وضعت لهم مواد مختصرة تساعد التلميذ في التحضير لأسئلة امتحانات البكالوريا بطريقة مناسبة فأصدرت في مرحلة الستينات: مفتاح النجاح (الأدب العربي)، والتاريخ، والجغرافيا، والرياضيات باللغتين الإنكليزية والفرنسية.

### الستّينيّات
ومع ازدياد الاهتمام بكتاب الطفل ومكانته التربوية، عمدت دار العلم للملايين في سنة 1960، بالاشتراك مع زميلتها مكتبة انطوان، إلى إنشاء دار نشر خاصة بكتب الأطفال هي دار شهرزاد، وكانت بذلك أول دار نشر عربيّة متخصصة بكتب الأطفال في العالم العربي، وقد نشرت منذ ذلك التاريخ حوالي خمسين سلسلة.
واهتمت في نفس الوقت بكتب الأطفال والناشئة فكان من إصداراتها سلسلة الناجحين للفتيان والفتيات وهي مجموعة كتب تعرض حياة نخبة من أبطال العالم في الشرق والغرب، في الحرب والسلم، رجالاً ونساءً، قديمًا وحديثًا. وهي موجهة إلى الفتيات والفتيان في المرحلتين الابتدائية والمتوسطة، من عمر 11 إلى 16 سنة، وسلسلة المكتبة العالمية للفتيان والفتيات وهي سلسلة كتب جديدة للمطالعة تلبي حاجاتهم في المرحلتين الابتدائية والمتوسطة من عمر 11 سنة إلى 16 سنة.

### السبعينيّات والثمانينيّات
كانت الأسواق تمرّ في حالة ركود، وكان عدد كتب الأطفال التي نشرتها دار العلم للملايين
في ذلك الوقت قليل جدًّا.

### أواخر التسعينيّات
كانت منشورات دار العلم قد بلغت 2050 عنوانًا. وأصبح العديد منها
في عداد الكتب الأكثر رواجًا.
وقد أصدرت الدار عدة قواميس لتساعد الطالب في مختلف مراحله الدراسية كقاموس المورد عربي – إنكليزي وإنكليزي- عربي، منها المورد الصغير، والمورد القريب، والمورد الميسر، والمورد الوسيط، والمورد المزدوج، وتعد من القواميس الشهيرة جدًّا.
وفي مجال اهتمامها بشخصية الطفل وتشجيعه على القراءة بمواكبته للانفتاح العالمي على الثقافات، أسّست دار العلم للملايين سنة 1995 قسم خاص ""DISTRI BOOKS، الذي يهدف إلى استيراد الكتب الأجنبية من الخارج وخصوصًا كتب التربية المتخصصة، وكتب الأطفال لتوزيعها في لبنان من خلال المعارض المدرسيّة، والمعارض العامّة، ومكتبات الدار.
لاحظت الدار في أواخر التسعينيات نقص اهتمام المؤلفين والناشرين بكتب الأطفال وتطويرها، حيث كانت ما زالت قصصهم تحاكي الطفل بالطريقة التقليدية، لذا بدأت بإصدار مجموعة قصص تعتمد على الواقع الحقيقي لعالم الطفل أكثر من الخيال، حيث أصبح الطفل هو بطل القصّة، بطل له نفس عمره، مُستعينة بخبرات عديدة لأخصائيين في اللغة ومربين لنفس المرحلة العمرية. مع التركيز على العناية بتنمية ملكة القواعد اللغوية السليمة واختيار الجمل المناسبة للأطفال بحسب أعمارهم ومراحلهم الدراسية.
كما اعتمدت على الصورة الجذابة في قصصها والألوان التي تلفت نظر الأطفال. بالإضافة إلى ذلك تطرقت الدار إلى معالجة مواضيع واقعية لم يسبق لها أن عُولجت من قبل على صعيد الأطفال باللغة العربيّة كالموت والطلاق والأمراض النفسية والعضوية... معتمدة بذلك على النشر المحلّي والترجمة على حد سواء.

### إنجازات دار العلم في القرن الواحد والعشرين
مع بداية العام 2003، كانت دار العلم قد احتلّت مكانة مرموقة في مجال نشر كتب الأطفال والفتيان والفتيات من خلال العديد من سلاسل الكتب.

### سلاسل كتب الأطفال الصّادرة عن دار العلم للملايين
1. سلسلة نادي القراء، مجموعة من القصص المثيرة للاهتمام تجعل من القراءة متعة للأطفال ومصدر إفادة لهم وهي موجهة للأطفال من مرحلة الحضانة إلى الصف الخامس أساسي.
2. سلسلة إنه وقت اللعب، مجموعة قصصية ألّفتها السيدة السعودية أروى داود خميّس وهي قصص موجهة للأطفال من عمر 4 سنوات وحتى 9 سنوات.
3. سلسلة الواحة، سلسلة جديدة تحكي قصصًا مختارة شرقية المضمون ذات رسوم ملوّنة بأسلوب تربوي مبسّط ومسلّ ومشوّق في آن معًا.
4. سلسلة زاوية القراءة، سلسلة جديدة ومبتكرة تتغلغل في نفسية الطفل، فتوضّح له المشاعر والحالات النفسية المختلفة التي يعيشها.
5. سلسلة معًا نقرأ، مجموعة من القصص الطريفة والمشوّقة والهادفة. سيحبها الأطفال ويستمتعون بقراءتها لأسلوبها السلس ورسوماتها النابضة بالحياة والغنية بالألوان
6. سلسلة كتب بارني الجديدة، سلسلة مغامرات بارني التي تقوم دار العلم للملايين بنشرها باللغة العربية، مجموعة قصصية هادفة ذات أسلوب سهل ومُحبّب.
7. سلسلة النجمة الذهبية، سلسلة جديدة قصصها فريدة من نوعها من حيث المضمون تتميز بحلّة جديدة ورسومات معبّرة وقياس أكبر من العادة.
8. سلسلة حكايات المساء، سلسلة تحكي بأسلوب تربوي مبسّط أحلى القصص التي تنمّي في الأطفال والناشئة حب الفضيلة والشجاعة والمحبة وغيرها من الصفات الحميدة.

1. وفي العام 2006، بدأت الدار بتخصيص حيّز من منشوراتها للمراجع والموسوعات الضرورية لتوسيع ثقافة الطفل ومداركه للعالم من حوله سواء من الناحية العلمية أو البيئية أو التكنولوجية.

وبهذا فاقت إصداراتها من كتب الأطفال منذ سنة 2005 الأربعمئة عنوان لكل مراحل الطفولة والناشئة.

## المصدر
1. ↑  "شيخ المترجمين العرب منير البعلبكي". An-Nahar. 18 يونيو 2016. مؤرشف من الأصل في 2016-08-24. اطلع عليه بتاريخ 2019-09-18.
2. ↑  موقع دار العلم للملايين نسخة محفوظة 14 يوليو 2017 على موقع واي باك مشين.
3. ↑  خبر الفوز في مجلة 14 أوكتوبر [وصلة مكسورة] نسخة محفوظة 21 يوليو 2014 على موقع واي باك مشين.